# Crash (livre)
Pour les articles homonymes, voir Crash.
Crash (titre original : The Sleepwalker) est le neuvième tome de la série pour jeunesse CHERUB, écrit par Robert Muchamore. Il est paru en 2008.

## Résumé
À la suite d'un accident d’avion dans lequel sont mortes plusieurs centaines de personnes (dont quatre membres de la famille de Mac, l’ancien directeur du campus) l’agence CHERUB enquête. Un jeune garçon perturbé, Fahim, accuse par téléphone alors son propre père, Hassam Bin-Hassam, d’être à l’origine du crash. Lauren Adams et Jake Parker doivent alors se lier d’amitié avec le garçon pour vérifier ses propos, une mission qui va les mettre tous les deux en grand danger.
Jake Parker, qui effectue alors sa première mission d'importance, commet une grosse erreur en évoquant l'existence de CHERUB devant Fahim. Il est alors proposé à ce dernier la possibilité d'intégrer l'agence en échange de sa collaboration dans l'enquête. Les soupçons d'attentat terroriste amènent Mac à monter une importante opération de surveillance dans la famille de Fahim, en plus d'enquêter sur la disparition de la mère de Fahim, vraisemblablement tuée par son mari ; alors qu'ils désespèrent de trouver des preuves, la découverte d'un appareil de surveillance par le père et l'oncle de Fahim va précipiter les choses : ces derniers torturent la femme de ménage avant que Fahim n'avoue sa complicité. Lauren parvient à mettre l'oncle hors d'état de nuire et un médecin allié de Cherub fera en sorte de brouiller ses souvenirs. Mais Hassam a gardé son fils sous la menace d'une arme et malgré des renforts armés, c'est Jake qui permet de dénouer l'histoire. Au lieu d'un attentat terroriste, les enquêteurs comprennent que la cause du crash de l'avion est un trafic de pièces usagées.
Fahim est recueilli par Mac mais les tests passés pour l'entrée à CHERUB révèlent de profonds traumatismes psychologiques, dont le somnambulisme, qui compromettent la devenir de Fahim en tant qu'agent.
Le roman comporte une autre partie mettant en scène les relations sentimentales entre James Adams et son ex, Kerry. Obligés d'effectuer leur stage dans la même entreprise, ils s'attirent des ennuis en voulant aider une collègue maltraitée par le père de ses enfants.

## Éditions
Le titre anglais, The Sleepwalker, fait référence au somnambulisme de Fahim, que l'on n'apprend qu'en toute fin de roman. De même pour les éditions polonaise (Lunatyk), suédoise (Sömngangaren) ou portugaise (O Sonâmbulo) par exemple.
En revanche, le titre allemand (Der Anschlag) fait lui référence à l'attentat, comme le titre français.